# Singapore-Airlines-Flug 006
Singapore-Airlines-Flug 006 war ein Linienflug der Singapore Airlines, der am 31. Oktober 2000 von Singapur mit Zwischenlandung in Taipeh nach Los Angeles führen sollte. Die eingesetzte Boeing 747-400 verunglückte beim Start vom Flughafen Taiwan Taoyuan, wobei 83 von 179 Menschen an Bord ums Leben kamen.

## Flugzeug
Die eingesetzte Boeing 747-400 mit der Fabriknummer 28023, Seriennummer 1099 und dem Kennzeichen 9V-SPK hatte am 12. Januar 1997 ihren Erstflug und wurde am 21. Januar 1997 an Singapore Airlines ausgeliefert. Ausgestattet war das Flugzeug mit vier Triebwerken des Typs Pratt & Whitney PW4000. Zum Unfallzeitpunkt war das Flugzeug 3,8 Jahre alt und trug eine farbenfrohe, „Tropical“ genannte Sonderbemalung.
Ihre letzte technische Überprüfung erfolgte etwa sechs Wochen vor dem Unfall, am 16. September 2000. Es waren keine Mängel gefunden worden.

## Unfallverlauf
Bis zur Zwischenlandung in Taipeh verlief der Flug aus Singapur kommend normal. Nach einem dortigen Zwischenaufenthalt rollte die Maschine zum Start für den Weiterflug nach Los Angeles, für den ihr die Startbahn 05L zugewiesen worden war. Die Maschine bog jedoch, anstatt dem Taxiway noch gut 200 Meter bis zur richtigen Bahn zu folgen, zu früh auf die seinerzeit parallel verlaufende Startbahn 05R ein. Diese war zu jenem Zeitpunkt wegen Bauarbeiten jedoch stark verkürzt und gesperrt. Sowohl Cockpitbesatzung als auch Tower bemerkten den Irrtum nicht und die Boeing 747-400 begann mit dem Startlauf.
Im Moment des Abhebens kollidierte die Maschine mit Betonbarrieren und Baugeräten, die sich im hinteren Drittel der Bahn befanden. Sie schlug auf dem Boden auf, wurde in mehrere Teile gerissen und fing Feuer. Von 179 Menschen an Bord, davon 159 Passagiere und 20 Besatzungsmitglieder, konnten 96 teils schwer verletzt aus den Trümmern gerettet werden.

## Ursachen
Warum genau die Besatzung die falsche Startbahn wählte, konnte nicht abschließend geklärt werden. Die Sperrung der Bahn 05R aufgrund von Bauarbeiten war der Cockpitbesatzung eigentlich bekannt, da eine entsprechende NOTAM veröffentlicht worden war. Gemäß dem offiziellen Abschlussbericht des taiwanischen Luftsicherheitsrats ASC unterließ es die Crew allerdings anscheinend, den Rollweg von der Parkposition über die Taxiways zur zugewiesenen Startbahn 05L mittels der vorliegenden Lagepläne genau zu studieren und im Verlauf nochmals (durch verbale Ansagen) zu verifizieren, beziehungsweise auch auf die Beschilderungen und Markierungen zu achten. Zudem hätte auffallen müssen, dass die falsche Startbahn aufgrund der Sperrung als Start- und Landebahn anders beleuchtet war als die korrekte (weiß), nämlich zur Nutzung als reiner Taxiway (blau oder grün).  Das singapuresische Transportministerium, Singapore Airlines selbst sowie u. a. die IFALPA stimmten dem ASC-Bericht zwar in wesentlichen Punkten zu, kritisierten ihn jedoch als unvollständig und einseitig. Sie führten ihrerseits an, dass wichtige Beleuchtungselemente am Boden nicht oder nicht richtig funktioniert hätten; außerdem hätte die geschlossene Piste mit einem X markiert sowie Absperrungen weit vor der eigentlichen Baustelle aufgestellt werden müssen.
Zum Zeitpunkt des Unfalls herrschten starke Regenfälle und Winde, die durch den Taifun „Xangsane“ ausgelöst wurden. Die Sichtweite betrug nur etwa 450 Meter. Einfluss hatte daher möglicherweise auch der Druck auf die Piloten, die Maschine rechtzeitig vor einer eventuellen wetterbedingten Schließung des Flughafens unter diesen Bedingungen zu starten.

## Folgen
Dutzende Überlebende, aber auch Verwandte von Opfern strengten Prozesse gegen die Airline sowie diverse Behörden Taiwans an. Trotz der Entscheidung eines hohen taiwanischen Staatsanwalts, die Piloten innerhalb der ersten drei Jahre nach dem Unfall strafrechtlich nicht zu verfolgen, entschied sich Singapore Airlines 2002, den Flugkapitän sowie seinen ersten Offizier zu entlassen.
Unmittelbar nach dem Unfall benannte Singapore Airlines die Flugnummer in SQ030 und später in SQ028 um. Die verunglückte Maschine 9V-SPK trug zum Zeitpunkt des Unfalls die bunte Sonderbemalung Tropical, die für besondere Leistungen in der First- sowie der Business-Class der Airline werben sollte. Nur wenige Tage nach dem Unfall erhielt die mit der identischen Lackierung fliegende Schwestermaschine 9V-SPL Startverbot und wurde eilig umlackiert. Seitdem erhalten Singapore-Airlines-Flugzeuge nur noch in Ausnahmefällen einen Spezialanstrich, ansonsten tragen sie die Standardlackierung oder jene der Star Alliance.
Inzwischen wurde in Taipeh auf der anderen Seite der Terminalgebäude eine neue Startbahn in Betrieb genommen, die nun ihrerseits 05R heißt, während die parallel zu 05L verlaufende Piste nun als Taxiway NC fungiert; zudem wurde Bodenradar installiert.

## Verfilmung
Für die kanadische Fernsehserie Mayday – Alarm im Cockpit wurde der Unfall nachgestellt und 2012 als dritte Folge der 12. Staffel unter dem Titel Caution to the Wind (Typhoon Take-Off) ausgestrahlt. Der deutsche Titel der Folge lautet Vom Taifun verweht.